# 呉織
呉織（呉服、くれはとり）は、古代日本の女性渡来人（帰化人）の職工（綾織技術者）、あるいはその織工の名。また、彼女たちがもたらした技術で織られた綾模様のある絹織物を指す。

## 記録
「呉織」・「漢織」はそれぞれ「呉機織」（くれはたおり）・「漢機織」（あやはたおり）の音が変化したもので、「呉織」は室町時代頃から「くれはどり」とも言うようになった。「漢織」は「穴織」とも表記されている。
『古事記』によると、百済の国主照古王（近肖古王）が、応神天皇に牝牡の馬各一頭を阿直史（あちきのふひと）らの祖先である阿知吉師（あちきし）に付けて献上したとある。また、横刀（たち）や大鏡を献上した。そして天皇は百済国に、
と仰せになったので、文首（ふみのおびと）らの祖先である和邇吉師（わにきし）が、『論語』十巻、『千字文』一巻の計十一巻とともに献上され、さらに、手人（てひと）である卓素（たくそ）という名の韓鍛（からかぬち、朝鮮半島の鍛冶）、また呉服（くれはとり）の西素（さいそ）の二人も献上された、とある。これが文献の上での「くれはとり」の最古の例である。中国の三国時代、百済は公孫氏の燕と婚姻関係を結び、燕は孫氏の呉と同盟関係を結んでおり、百済（及び高句麗）と呉のあいだには相互往来関係があった。『日本書紀』巻第十によると、応神天皇14年に、百済王が縫衣工女（きぬぬいおみな）、真毛津（まけつ）を貢上した、とある。37年、天皇は同20年に帰化した阿知使主とその息子である都加使主を呉（くれ、華南、当時の中国の呉あるいは東晋、六朝）に派遣して、縫工女を求めた。親子はまず高麗（こま、高句麗）に辿り着き、高麗の王は、久礼波、久礼志の二名を随伴させた。呉に到着した阿知使主らは、兄媛、弟媛、呉織、穴織の4人の縫工女を手に入れ、日本に連れ帰ったという。
これに反応したのか、その2年後に百済の直支王（ときおう）も、妹の新斉都媛（しせつひめ）を派遣した。彼女は7人の婦女を連れてやって来たという。
池田市には、彼女達が機織を伝えたという伝承が残されている。この地は古名を「呉羽里」（くれはのさと）といい、5世紀 - 6世紀から渡来系氏族である秦氏の居住が始まっていたという。『和名類聚抄』によると、豊能郡「泰上郷」（はたのかみごう）・「泰下郷」（はたのしもごう）があったとも記されている。
阿知使主はその後も工女を求めて呉への往来を続け、筑紫国へ上陸し、兄媛を胸形大神に奉った後、津国から武庫へ上陸したところで、応神天皇の崩御を知った。そのため、一緒に連れていた3人の乙女を大鷦鷯尊（おおさざき の みこと）に献上した。彼女らは呉衣縫（くれのきぬぬい）・蚊屋衣縫（かやのきぬぬい）の祖先になった。
『日本書紀』巻第十四にも、同様の記述がみられる。雄略天皇12年4月4日に呉に向けて使節として出国していた身狭村主青（むさ の すぐり あお）と檜隈民使博徳（ひのくま の たみの つかい はかとこ）の2名は、2年後の470年に、呉国の使節とともに、呉が献上した手末（たなすえ）の才伎（てひと）、漢織、呉織及び衣縫（きぬぬい）の兄媛・弟媛らを将いて、住吉津（すみのえのつ）に停泊した。天皇は呉の客人のために道をつくり、「呉坂」（くれさか）と名づけて磯果津路（しはつのみち）に開通させた。3月には使節を歓迎して（東漢氏の本拠地である）檜隈（ひのくま、檜前）に宿泊させ、そこを呉原（今の明日香村栗原）と名づけた。兄媛は大神神社に奉じて、弟媛を漢衣縫部とした。漢織は飛鳥衣縫部（あすかのきぬぬいべ）、呉織は伊勢衣縫（いせのきぬぬい）の祖先となったという。大阪府には、彼女らを祀った「呉服神社」がある。
彼女たちが伝えた織成技術の実態がどのようなものであったのか、それにより絹織の生産がどう高まっていったのかは未だ解明されてはいない。ただ、太田英蔵の古墳出土の布帛組織の顯微鏡による研究で分かっていることは、5世紀のものは古式の布機か、それよりも原始的な道具で織られたものだが、6世紀中葉のものには筬（おさ）が用いられており、技術や道具の向上により、生産性も上がったのだろうということである。その余剰生産分が共同体の首長のやその上の支配者の手に渡り、さらに余ったものが交易用に流通していったのではないか、と考えられる。
また、古墳・飛鳥時代の織手たちの携わった製品は、平織（ひらおり）の絹や絁（あしぎぬ）ではなく、錦・綾・羅（うすもの）などの高級織物であったようである。
律令体制下では、大蔵省所管の織部司（おりべのつかさ）に技術官人として挑文師（あやとりし・あやのし）・挑文生（あやのしよう）が設置されていた。配下の品部である染戸（そめへ）570戸の中には、錦綾織、呉服部（くれはとりべ）、「川(河)内国広絹織人」が掌握され、宮廷での需要を賄っていた。

## 備考
「呉織」は「呉の織女の織る綾」の意味から、同音の「あや」・「あやに」・「あやし」にかかる枕詞にもなっている。例として、
などがある。